# Alessandro Plizzari
Alessandro Plizzari (Crema, 12 marzo 2000) è un calciatore italiano, portiere del Venezia.

## Carriera

### Club
Dopo essere cresciuto nel settore giovanile del Milan, a cui è approdato a 6 anni, ed essersi imposto come uno dei migliori talenti del vivaio rossonero (primo giocatore nato negli anni 2000 ad essere convocato in Serie A), nella stagione 2016-2017 viene aggregato alla prima squadra. Il 23 dicembre 2016 vince, pur senza scendere in campo, la Supercoppa italiana contro la Juventus ai rigori per 5-4.
Il 4 luglio 2017 viene ceduto in prestito alla Ternana, militante in Serie B. Il 6 agosto 2017, a 17 anni, fa il suo esordio tra i professionisti, in occasione della partita di Coppa Italia persa contro il Trapani per 0-1, offrendo una buona prestazione. Venti giorni dopo debutta nella serie cadetta, nel pareggio casalingo contro l'Empoli.
Nel mese di ottobre subisce la frattura del piede sinistro, subendo tre settimane di stop forzato. Ottiene 19 presenze in campionato, in una stagione che vede la squadra umbra retrocedere in Serie C, piazzandosi all'ultimo posto in classifica.
Nella stagione 2018-2019 ritorna al Milan, dove ricopre il ruolo di quarto portiere dietro Gianluigi Donnarumma, Reina e Antonio Donnarumma. In questa stagione non ottiene nessuna presenza con la prima squadra.
Il 1º agosto 2019 viene girato in prestito annuale al Livorno in Serie B. Esordisce il 5 ottobre 2019 in occasione della partita casalinga persa contro il Chievo. Ottiene 21 presenze in campionato, ma il Livorno termina ultimo in classifica e retrocede in Serie C con largo anticipo.
Il 21 agosto 2020 viene ceduto in prestito alla Reggina, squadra neo promossa in Serie B. Ottiene solo 10 presenze in campionato e al termine della stagione fa ritorno al Milan.
Inizia la stagione 2021-2022 come terzo portiere del Milan, dietro Mike Maignan e Ciprian Tătărușanu. Il 29 gennaio 2022,passa in prestito al Lecce, in Serie B, con cui esordisce il 12 marzo, nella sfida di Serie B Lecce-Brescia (1-1), tornando in campo dopo più di quattordici mesi. Colleziona 3 presenze nel campionato vinto dai salentini, promossi in Serie A alla fine della stagione.
Il 26 luglio 2022 si trasferisce a titolo definitivo al Pescara, in Serie C, lasciando quindi il Milan dopo sedici anni.
Il 30 agosto 2024 Plizzari viene ceduto al Venezia ma la stessa società lagunare decide di mantenerlo in prestito al Pescara fino a giugno 2025.
Il 7 giugno 2025 conquista la promozione in serie B con il Pescara, parando tre rigori nella finale di ritorno contro la Ternana, giocata a Pescara e conclusasi ai rigori dopo il risultato di 0-1 al termine dei tempi supplementari (l'andata a Terni era finita 0-1 per il Pescara). A fine stagione rientra al Venezia, nonostante il forte desiderio ripetutamente espresso di restare a Pescara.

### Nazionale
Nel 2016 con la nazionale Under-17 partecipa all'Europeo Under-17.
Nel 2017, a soli 17 anni, viene inserito tra i convocati della nazionale Under-20 dal CT Alberico Evani in occasione del Mondiale Under-20 in Corea del Sud. Viene impiegato unicamente nella finale per il 3º/4º posto della rassegna iridata, contro l'Uruguay, dove si rende protagonista parando due rigori nella serie conclusiva che permettono così all'Italia di conquistare il terzo posto.
Il 19 maggio 2018 riceve la prima convocazione in nazionale Under-21, per le partite amichevoli contro Portogallo e Francia nelle quali non viene impiegato.
Con la nazionale Under-19 nel luglio 2018 partecipa all'Europeo Under-19, dove ottiene il secondo posto dopo la finale persa ai supplementari contro il Portogallo.
Nel 2019 viene convocato come portiere titolare per il campionato mondiale Under-20 in Polonia, chiuso al 4º posto.
Esordisce in nazionale Under-21 il 10 settembre 2019, giocando titolare nella gara di qualificazione vinta 5-0 contro il Lussemburgo. Nel 2021 viene convocato per il campionato europeo Under-21, come secondo portiere dietro Marco Carnesecchi.

## Statistiche

### Presenze e reti nei club
Statistiche aggiornate al 16 agosto 2025.
| Stagione        | Squadra         | Campionato      | Campionato | Campionato | Coppe nazionali | Coppe nazionali | Coppe nazionali | Coppe continentali | Coppe continentali | Coppe continentali | Altre coppe | Altre coppe | Altre coppe | Totale | Totale |
| Stagione        | Squadra         | Comp            | Pres       | Reti       | Comp            | Pres            | Reti            | Comp               | Pres               | Reti               | Comp        | Pres        | Reti        | Pres   | Reti   |
| --------------- | --------------- | --------------- | ---------- | ---------- | --------------- | --------------- | --------------- | ------------------ | ------------------ | ------------------ | ----------- | ----------- | ----------- | ------ | ------ |
| 2016-2017       | Milan           | A               | 0          | 0          | CI              | 0               | 0               | -                  | -                  | -                  | SI          | 0           | 0           | 0      | 0      |
| 2017-2018       | Ternana         | B               | 19         | -39        | CI              | 1               | -1              | -                  | -                  | -                  | -           | -           | -           | 20     | -40    |
| 2018-2019       | Milan           | A               | 0          | 0          | CI              | 0               | 0               | UEL                | 0                  | 0                  | SI          | 0           | 0           | 0      | 0      |
| 2019-2020       | Livorno         | B               | 21         | -40        | CI              | 0               | 0               | -                  | -                  | -                  | -           | -           | -           | 21     | -40    |
| 2020-2021       | Reggina         | B               | 10         | -16        | CI              | 0               | 0               | -                  | -                  | -                  | -           | -           | -           | 10     | -16    |
| 2021-gen. 2022  | Milan           | A               | 0          | 0          | CI              | 0               | 0               | UCL                | 0                  | 0                  | -           | -           | -           | 0      | 0      |
| Totale Milan    | Totale Milan    | Totale Milan    | 0          | 0          |                 | 0               | 0               |                    | 0                  | 0                  |             | 0           | 0           | 0      | 0      |
| gen.-giu. 2022  | Lecce           | B               | 3          | -3         | CI              | 0               | 0               | -                  | -                  | -                  | -           | -           | -           | 3      | -3     |
| 2022-2023       | Pescara         | C               | 30+5       | -29 + -7   | CI-C            | 0               | 0               | -                  | -                  | -                  | -           | -           | -           | 35     | -36    |
| 2023-2024       | Pescara         | C               | 38+2       | -55 + -5   | CI+CI-C         | 1+3             | -6 + -2         | -                  | -                  | -                  | -           | -           | -           | 44     | -68    |
| 2024-2025       | Pescara         | C               | 36+9       | -33 + -8   | CI-C            | 1               | -2              | -                  | -                  | -                  | -           | -           | -           | 45     | -42    |
| Totale Pescara  | Totale Pescara  | Totale Pescara  | 104+16     | -117 + -20 |                 | 5               | -10             |                    | -                  | -                  |             | -           | -           | 125    | -147   |
| 2025-2026       | Venezia         | B               | 0          | 0          | CI              | 1               | 0               | -                  | -                  | -                  | -           | -           | -           | 1      | 0      |
| Totale carriera | Totale carriera | Totale carriera | 173        | -235       |                 | 7               | -11             |                    | 0                  | 0                  |             | 0           | 0           | 180    | -246   |

### Cronologia presenze e reti in nazionale
| Cronologia completa delle presenze e delle reti in nazionale ― Italia under 21 | Cronologia completa delle presenze e delle reti in nazionale ― Italia under 21 | Cronologia completa delle presenze e delle reti in nazionale ― Italia under 21 | Cronologia completa delle presenze e delle reti in nazionale ― Italia under 21 | Cronologia completa delle presenze e delle reti in nazionale ― Italia under 21 | Cronologia completa delle presenze e delle reti in nazionale ― Italia under 21 | Cronologia completa delle presenze e delle reti in nazionale ― Italia under 21 | Cronologia completa delle presenze e delle reti in nazionale ― Italia under 21 |
| Data                                                                           | Città                                                                          | In casa                                                                        | Risultato                                                                      | Ospiti                                                                         | Competizione                                                                   | Reti                                                                           | Note                                                                           |
| ------------------------------------------------------------------------------ | ------------------------------------------------------------------------------ | ------------------------------------------------------------------------------ | ------------------------------------------------------------------------------ | ------------------------------------------------------------------------------ | ------------------------------------------------------------------------------ | ------------------------------------------------------------------------------ | ------------------------------------------------------------------------------ |
| 10-9-2019                                                                      | Castel di Sangro                                                               | Italia under 21                                                                | 5 – 0                                                                          | Lussemburgo under 21                                                           | Qual. Europeo Under-21 2021                                                    | -                                                                              |                                                                                |
| 3-9-2020                                                                       | Lignano Sabbiadoro                                                             | Italia under 21                                                                | 2 – 1                                                                          | Slovenia under 21                                                              | Amichevole                                                                     | -                                                                              | 46’                                                                            |
| 9-6-2022                                                                       | Helsingborg                                                                    | Svezia under 21                                                                | 1 – 1                                                                          | Italia under 21                                                                | Qual. Europeo Under-21 2023                                                    | -1                                                                             |                                                                                |
| 14-6-2022                                                                      | Ascoli Piceno                                                                  | Italia under 21                                                                | 4 – 1                                                                          | Irlanda under 21                                                               | Qual. Europeo Under-21 2023                                                    | -1                                                                             |                                                                                |
| 22-9-2022                                                                      | Pescara                                                                        | Italia under 21                                                                | 0 – 2                                                                          | Inghilterra under 21                                                           | Amichevole                                                                     | -2                                                                             |                                                                                |
| Totale                                                                         |                                                                                | Presenze                                                                       | 5                                                                              |                                                                                | Reti                                                                           | -4                                                                             |                                                                                |

| Cronologia completa delle presenze e delle reti in nazionale ― Italia under 20 | Cronologia completa delle presenze e delle reti in nazionale ― Italia under 20 | Cronologia completa delle presenze e delle reti in nazionale ― Italia under 20 | Cronologia completa delle presenze e delle reti in nazionale ― Italia under 20 | Cronologia completa delle presenze e delle reti in nazionale ― Italia under 20 | Cronologia completa delle presenze e delle reti in nazionale ― Italia under 20 | Cronologia completa delle presenze e delle reti in nazionale ― Italia under 20 | Cronologia completa delle presenze e delle reti in nazionale ― Italia under 20 |
| Data                                                                           | Città                                                                          | In casa                                                                        | Risultato                                                                      | Ospiti                                                                         | Competizione                                                                   | Reti                                                                           | Note                                                                           |
| ------------------------------------------------------------------------------ | ------------------------------------------------------------------------------ | ------------------------------------------------------------------------------ | ------------------------------------------------------------------------------ | ------------------------------------------------------------------------------ | ------------------------------------------------------------------------------ | ------------------------------------------------------------------------------ | ------------------------------------------------------------------------------ |
| 11-6-2017                                                                      | Suwon                                                                          | Uruguay under 20                                                               | 0 – 0 dts (1 – 4 dtr)                                                          | Italia under 20                                                                | Mondiali Under-20 2017 - Finale 3º posto                                       | -                                                                              |                                                                                |
| 6-9-2018                                                                       | Łódź                                                                           | Polonia under 20                                                               | 0 – 3                                                                          | Italia under 20                                                                | Elite League Under-20                                                          | -                                                                              | 46’                                                                            |
| 16-10-2018                                                                     | Crotone                                                                        | Italia under 20                                                                | 1 – 2                                                                          | Portogallo under 20                                                            | Elite League Under-20                                                          | -2                                                                             |                                                                                |
| 25-3-2019                                                                      | Kriens                                                                         | Svizzera under 20                                                              | 3 – 0                                                                          | Italia under 20                                                                | Elite League Under-20                                                          | -3                                                                             |                                                                                |
| 23-5-2019                                                                      | Gdynia                                                                         | Messico under 20                                                               | 1 – 2                                                                          | Italia under 20                                                                | Mondiali Under-20 2019 - Fase a gironi                                         | -1                                                                             |                                                                                |
| 26-5-2019                                                                      | Bydgoszcz                                                                      | Ecuador under 20                                                               | 0 – 1                                                                          | Italia under 20                                                                | Mondiali Under-20 2019 - Fase a gironi                                         | -                                                                              |                                                                                |
| 2-6-2019                                                                       | Gdynia                                                                         | Italia under 20                                                                | 1 – 0                                                                          | Polonia under 20                                                               | Mondiali Under-20 2019 - Ottavi di finale                                      | -                                                                              |                                                                                |
| 7-6-2019                                                                       | Tychy                                                                          | Italia under 20                                                                | 4 – 2                                                                          | Mali under 20                                                                  | Mondiali Under-20 2019 - Quarti di finale                                      | -2                                                                             |                                                                                |
| 11-6-2019                                                                      | Gdynia                                                                         | Ucraina under 20                                                               | 1 – 0                                                                          | Italia under 20                                                                | Mondiali Under-20 2019 - Semifinale                                            | -1                                                                             |                                                                                |
| Totale                                                                         |                                                                                | Presenze                                                                       | 9                                                                              |                                                                                | Reti                                                                           | -9                                                                             |                                                                                |

## Palmarès

### Club

#### Competizioni nazionali
- Supercoppa italiana: 1

Milan: 2016
- Campionato italiano di Serie B: 1

Lecce: 2021-2022